# Basteiberg (Riga)

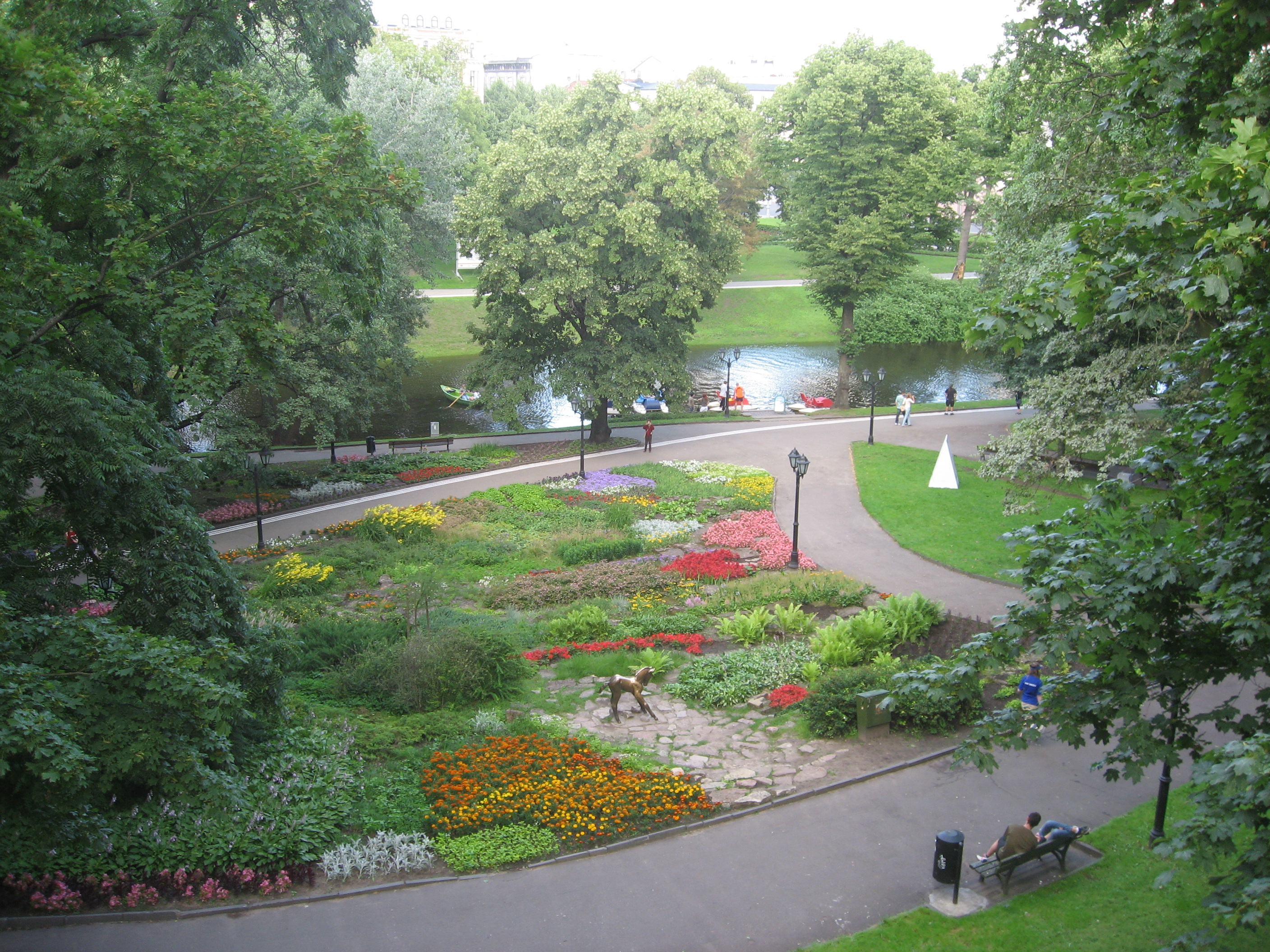
Am Basteiberg in Riga

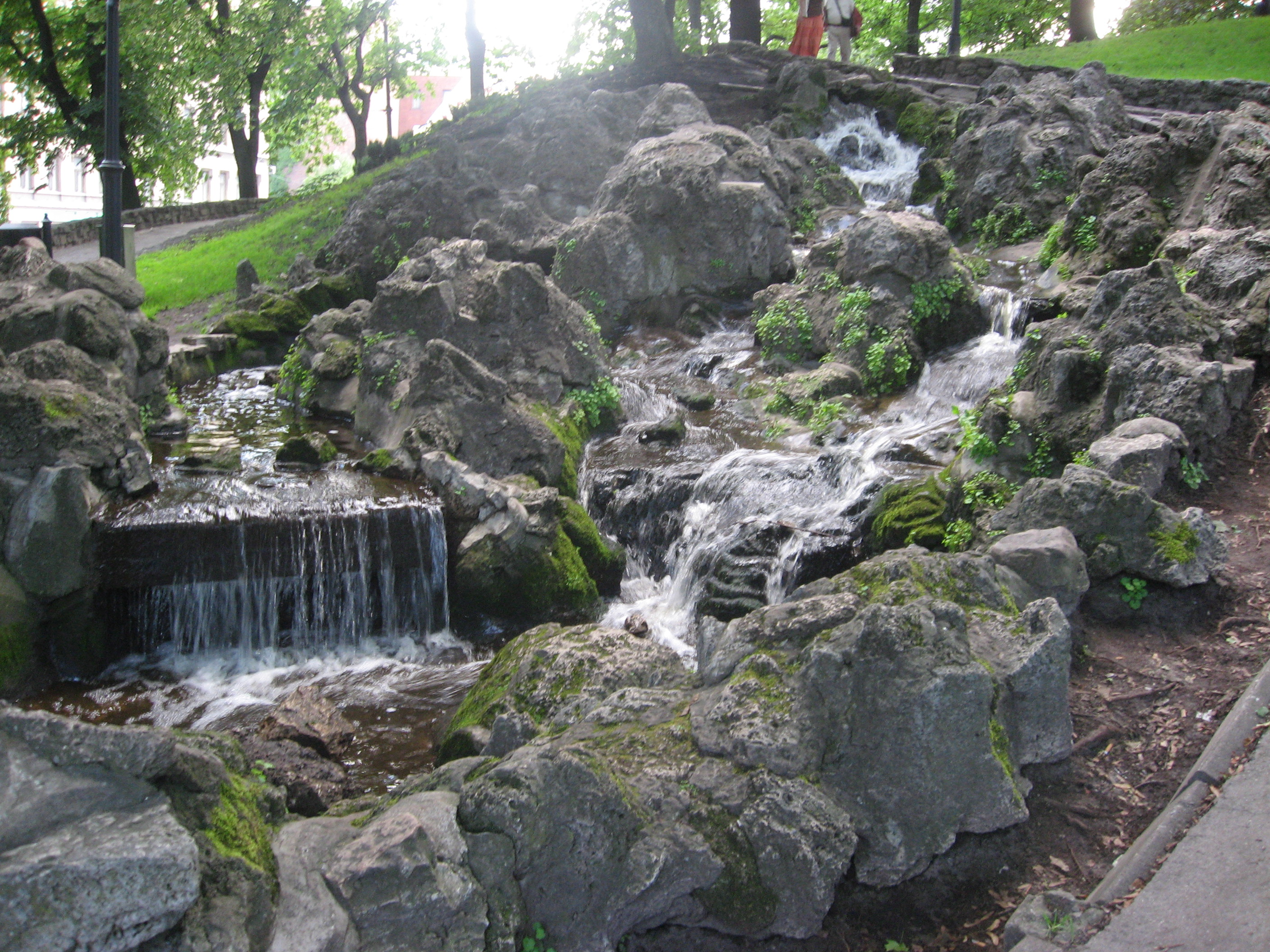
Am Basteiberg in Riga

Der Basteiberg (Bastejkalns) ist eine weiträumige Parkanlage am Ostrand der Altstadt  der lettischen Hauptstadt Riga.
Der Platz dieser öffentlichen Parkanlage wurde bis 1856 als Teil der östlichen Festungsanlage verwendet und bestand in diesem Bereich aus Erdwällen, gedeckten Laufgräben, Basteien und Wassergräben. Dieser Festungsabschnitt war dem Kommandeur des Pulverturms zugeordnet.
In den Folgejahren wurde das offene Gelände durch beträchtliche Aufschüttungen und die Anlage des Stadtkanals neu gestaltet und durch neue Brücken mit der östlichen Vorstadt verbunden. Auf Anregung der Architekten Johann Daniel Felsko und Otto Dietze wurde hier eine Grünzone aus Parkanlagen und Gärten sowie ein breiter Boulevard geschaffen. Für einen großen Teil der Anlagen wurde der Landschaftsarchitekt Georg Friedrich Ferdinand Kuphaldt als Planer gewonnen.
Eine Sehenswürdigkeit und Bereicherung der Anlage sind die 1898 als Wasserkunst gestalteten Katarakte. Zu den den Stadtkanal im Bereich des Parks überspannenden Brücken gehört die 1900 erbaut Timmbrücke.
Der Park wurde um weitere Denkmäler und Anlagen erweitert, zu ihnen zählt das Freiheitsdenkmal und die beiden Gedenksteine für die Opfer der im Januar 1991 bei einem OMON-Einsatz gefallenen Rigaer Bürger und Sicherheitskräfte. Bereits 1929 erfolgte die Errichtung des Blaumanis-Denkmal. Im Zuge einer ab 1968 erfolgten Umgestaltung wurde im Jahr 1970 die Skulptur Friedenstanz aufgestellt. 2006 wurde von Elisabeth II. und Vaira Vike-Freiberga das Armitstead-Denkmal für den Rigaer Bürgermeister George Armitstead enthüllt. Im Jahr 2007 erfolgte die Enthüllung des Vīgners-Denkmals.